# Cuffy
Cuffy est une commune française située dans le département du Cher en région Centre-Val de Loire.

## Géographie
Cuffy est une commune du Cher, traversée par le canal latéral à la Loire. Elle est située à 14 km de Nevers.
Sur le territoire de la commune se trouve le confluent de la Loire et de l'Allier (Bec d'Allier). L'Allier au sud et la Loire au nord marquent la limite entre les départements du Cher et de la Nièvre.
Au lieu-dit le Guétin, à environ 1 km en amont du Bec d'Allier, se situent les deux derniers ponts qui traversent l'Allier, entre Cuffy et la commune nivernaise de Gimouille : le pont-canal du Guétin, qui permet au canal latéral à la Loire de franchir l'Allier, et le nouveau pont routier de la RD 976 Bourges-Nevers, construit en 1991-1992. Le pont routier présente la particularité de comporter, de part et d'autre de la pile centrale posée sur une île, deux belvédères semi-circulaires permettant d'observer le pont-canal, en amont, ou le Bec d'Allier, vers l'aval.
La commune fait partie du canton de La Guerche-sur-l'Aubois, même après 2015.

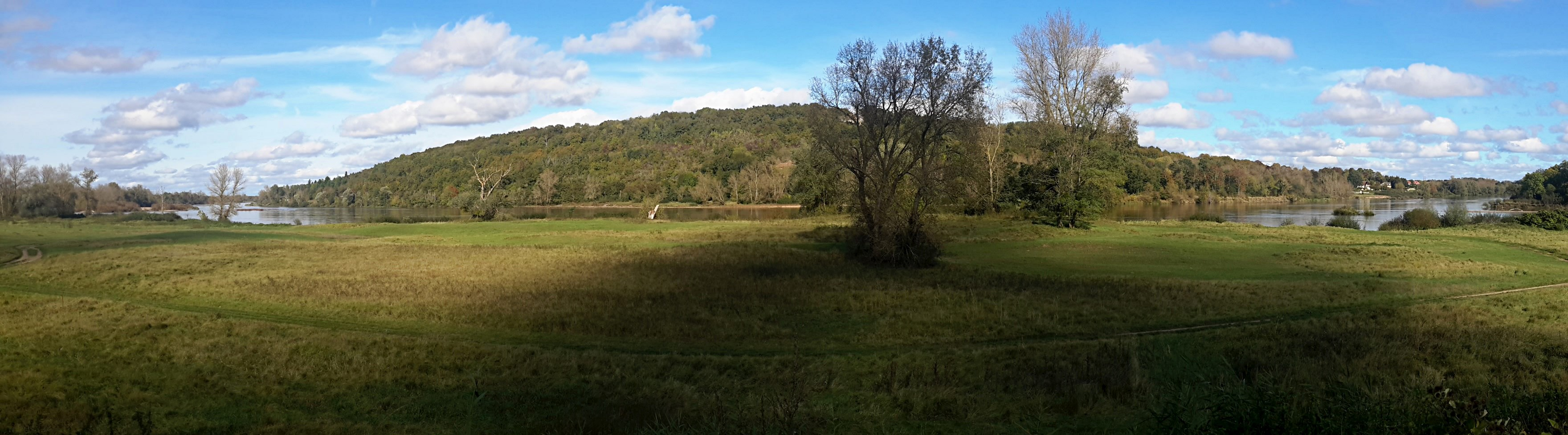
La Loire et le Bec d'Allier vu de Cuffy.

### Les communes limitrophes
Les communes limitrophes sont Apremont-sur-Allier, Le Chautay, Cours-les-Barres, La Guerche-sur-l'Aubois, Torteron, Gimouille et Marzy.

### Climat
Pour des articles plus généraux, voir Climat du Centre-Val de Loire et Climat du Cher.
En 2010, le climat de la commune est de type climat océanique dégradé des plaines du Centre et du Nord, selon une étude du CNRS s'appuyant sur une série de données couvrant la période 1971-2000. En 2020, Météo-France publie une typologie des climats de la France métropolitaine dans laquelle la commune est exposée à un climat océanique altéré et est dans la région climatique  Centre et contreforts nord du Massif Central, caractérisée par un air sec en été et un bon ensoleillement. 
Pour la période 1971-2000, la température annuelle moyenne est de 11,4 °C, avec une amplitude thermique annuelle de 16,3 °C. Le cumul annuel moyen de précipitations est de 821 mm, avec 11,8 jours de précipitations en janvier et 7,8 jours en juillet. Pour la période 1991-2020, la température moyenne annuelle observée sur la station météorologique la plus proche, située sur la commune de Marzy à 4 km à vol d'oiseau, est de 11,4 °C et le cumul annuel moyen de précipitations est de 783,5 mm,. Pour l'avenir, les paramètres climatiques de la commune estimés pour 2050 selon différents scénarios d'émission de gaz à effet de serre sont consultables sur un site dédié publié par Météo-France en novembre 2022.
| Mois                                  | jan.           | fév.             | mars            | avril         | mai             | juin           | jui.           | août           | sep.            | oct.            | nov.             | déc.             | année     |
| ------------------------------------- | -------------- | ---------------- | --------------- | ------------- | --------------- | -------------- | -------------- | -------------- | --------------- | --------------- | ---------------- | ---------------- | --------- |
| Température minimale moyenne (°C)     | 0,6            | 0,2              | 2               | 4,2           | 8               | 11,4           | 13,1           | 12,7           | 9,1             | 7,1             | 3,4              | 1,2              | 6,1       |
| Température moyenne (°C)              | 3,9            | 4,5              | 7,6             | 10,3          | 14              | 17,6           | 19,6           | 19,4           | 15,5            | 12,1            | 7,3              | 4,5              | 11,4      |
| Température maximale moyenne (°C)     | 7,3            | 8,8              | 13,2            | 16,4          | 20,1            | 23,8           | 26             | 26,1           | 21,9            | 17,1            | 11,1             | 7,8              | 16,6      |
| Record de froid (°C) date du record   | −25 09.01.1985 | −21,8 15.02.1956 | −13,8 01.03.05  | −7,5 09.04.03 | −4,8 07.05.1957 | 0,2 05.06.1991 | 3,4 08.07.1954 | 0,3 31.08.1986 | −1,2 20.09.1962 | −8,9 30.10.1955 | −12,3 23.11.1993 | −16,8 20.12.1946 | −25 1985  |
| Record de chaleur (°C) date du record | 17,4 01.01.23  | 23,5 28.02.1960  | 26,7 25.03.1955 | 30 16.04.1949 | 31,6 28.05.17   | 39 27.06.19    | 39,4 31.07.20  | 39,2 11.08.03  | 35,4 10.09.23   | 31,5 13.10.23   | 23,5 07.11.15    | 19,5 16.12.1989  | 39,4 2020 |
| Ensoleillement (h)                    | 634            | 913              | 1 541           | 1 809         | 2 053           | 2 255          | 2 453          | 2 355          | 1 892           | 1 229           | 716              | 589              | 18 439    |
| Précipitations (mm)                   | 63             | 55,2             | 52,6            | 68,8          | 73,2            | 61,8           | 58,1           | 61,7           | 63,5            | 74,4            | 75,4             | 75,8             | 783,5     |

## Urbanisme

### Typologie
Au 1er janvier 2024, Cuffy est catégorisée commune rurale à habitat dispersé, selon la nouvelle grille communale de densité à 7 niveaux définie par l'Insee en 2022.
Elle est située hors unité urbaine. Par ailleurs la commune fait partie de l'aire d'attraction de Nevers, dont elle est une commune de la couronne,. Cette aire, qui regroupe 93 communes, est catégorisée dans les aires de 50 000 à moins de 200 000 habitants,.

### Occupation des sols
L'occupation des sols de la commune, telle qu'elle ressort de la base de données européenne d’occupation biophysique des sols Corine Land Cover (CLC), est marquée par l'importance des forêts et milieux semi-naturels (52,4 % en 2018), en augmentation par rapport à 1990 (50,1 %). La répartition détaillée en 2018 est la suivante : 
forêts (50,8 %), prairies (22,5 %), terres arables (12,5 %), zones urbanisées (5,7 %), zones agricoles hétérogènes (4,2 %), eaux continentales (2,7 %), milieux à végétation arbustive et/ou herbacée (1,6 %).
L'évolution de l’occupation des sols de la commune et de ses infrastructures peut être observée sur les différentes représentations cartographiques du territoire : la carte de Cassini (XVIIIe siècle), la carte d'état-major (1820-1866) et les cartes ou photos aériennes de l'IGN pour la période actuelle (1950 à aujourd'hui).

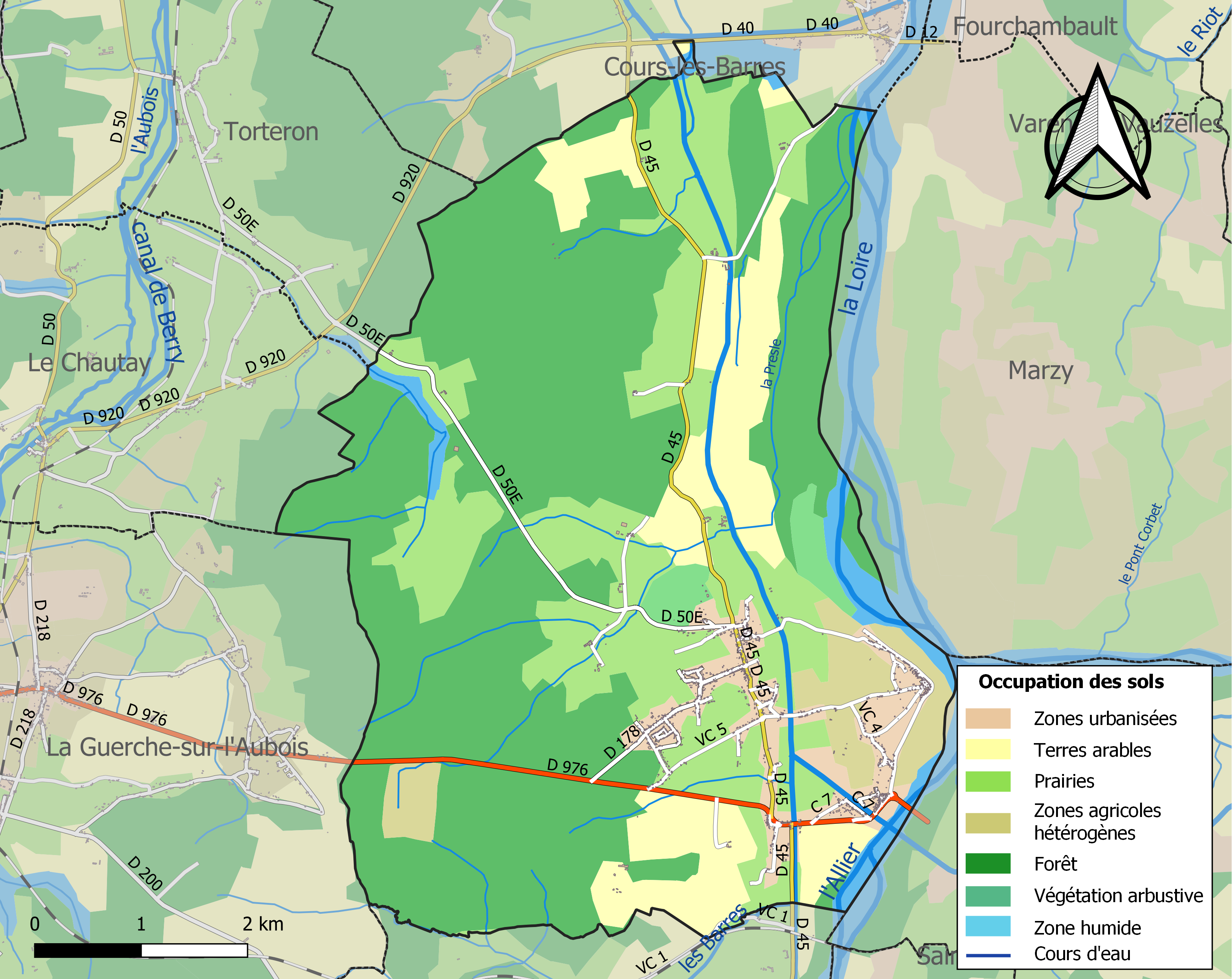
Carte des infrastructures et de l'occupation des sols de la commune en 2018 (CLC).

### Risques majeurs
Le territoire de la commune de Cuffy est vulnérable à différents aléas naturels : météorologiques (tempête, orage, neige, grand froid, canicule ou sécheresse), inondations, mouvements de terrains et séisme (sismicité faible). Il est également exposé à deux risques technologiques, le transport de matières dangereuses et la rupture d'un barrage. Un site publié par le BRGM permet d'évaluer simplement et rapidement les risques d'un bien localisé soit par son adresse soit par le numéro de sa parcelle.

#### Risques naturels
Certaines parties du territoire communal sont susceptibles d’être affectées par le risque d’inondation par débordement de cours d'eau, notamment l'Allier, le canal latéral à la Loire, la Loire et les Barres. La commune a été reconnue en état de catastrophe naturelle au titre des dommages causés par les inondations et coulées de boue survenues en 1982, 1992, 1999 et 2003,.

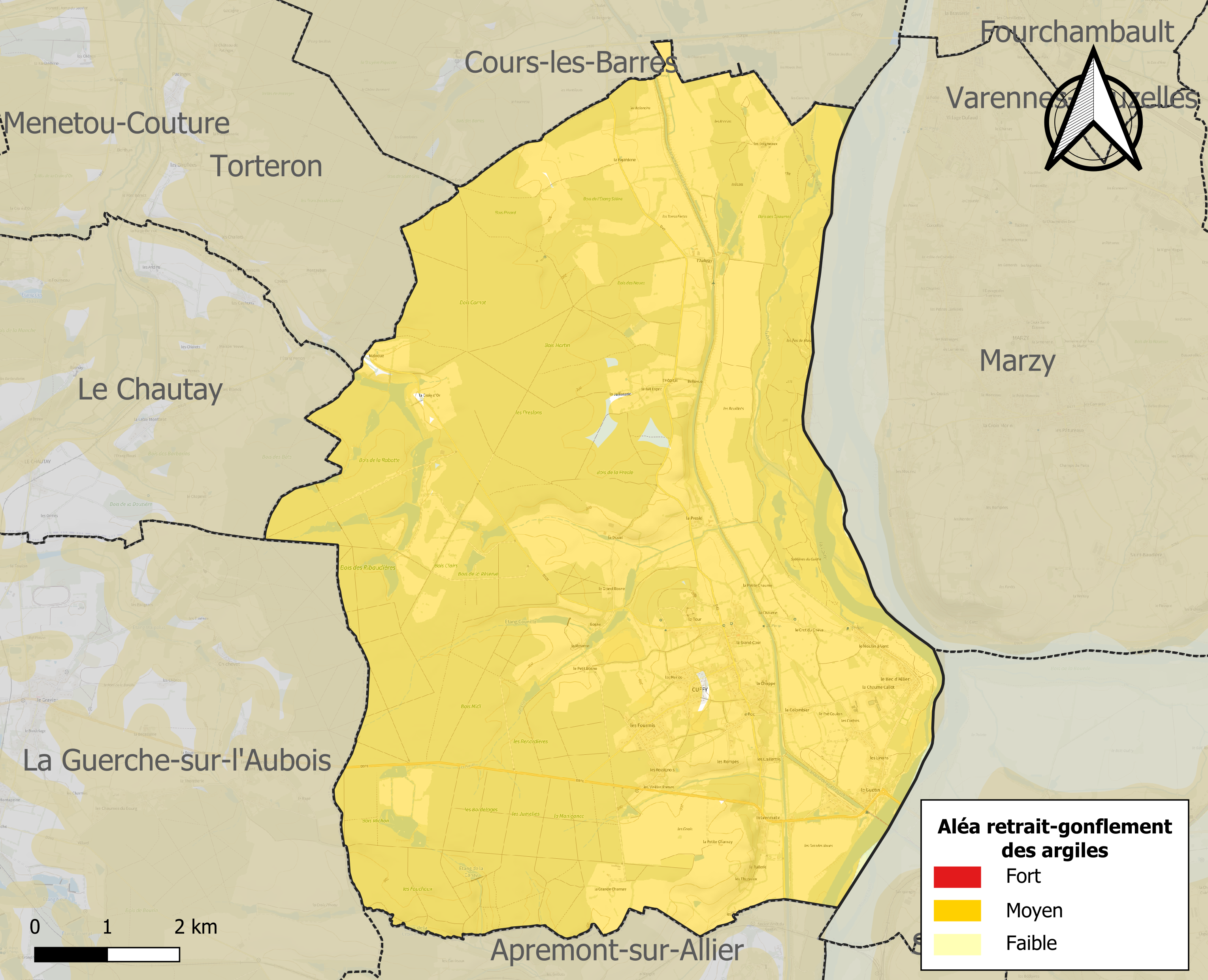
Carte des zones d'aléa retrait-gonflement des sols argileux de Cuffy.

La commune est vulnérable au risque de mouvements de terrains constitué principalement du retrait-gonflement des sols argileux. Cet aléa est susceptible d'engendrer des dommages importants aux bâtiments en cas d’alternance de périodes de sécheresse et de pluie. 99,5 % de la superficie communale est en aléa moyen ou fort (90 % au niveau départemental et 48,5 % au niveau national). Sur les 554 bâtiments dénombrés sur la commune en 2019, 551 sont en aléa moyen ou fort, soit 99 %, à comparer aux 83 % au niveau départemental et 54 % au niveau national. Une cartographie de l'exposition du territoire national au retrait gonflement des sols argileux est disponible sur le site du BRGM,.
Concernant les mouvements de terrains, la commune a été reconnue en état de catastrophe naturelle au titre des dommages causés par la sécheresse en 2018 et 2019 et par des mouvements de terrain en 1999.

#### Risques technologiques
Le risque de transport de matières dangereuses sur la commune est lié à sa traversée par des infrastructures routières ou ferroviaires importantes ou la présence d'une canalisation de transport d'hydrocarbures. Un accident se produisant sur de telles infrastructures est en effet susceptible d’avoir des effets graves au bâti ou aux personnes jusqu’à 350 m, selon la nature du matériau transporté. Des dispositions d’urbanisme peuvent être préconisées en conséquence.
Une partie du territoire de la commune est en outre située en aval d'une digue. À ce titre elle est susceptible d’être touchée par l’onde de submersion consécutive à la rupture de cet ouvrage.

## Toponymie
Bas latin Cofiacus. Gentilice latin Cofius, et suffixe de possession acus. Domaine de Cofius.
Cufeium, 1176 ; Cufeyacum, 1176 ; Terra de Cufiaco, 1216 ; Cufec, 1240 ; Terre sue de Cufyaco, juillet 1248 ; Parrochia de Cufiaco, 1251 ; Parrochia de Cuphiaco, 1276 ; Cuphiacum, 6 mars 1297 ; Cuffy, juin 1417.
Le redoublement de la consonne f apparait au XVe siècle.

## Politique et administration

### Liste des maires
| Période                                  | Période                     | Identité            | Étiquette | Qualité                                                     |
| ---------------------------------------- | --------------------------- | ------------------- | --------- | ----------------------------------------------------------- |
| Les données manquantes sont à compléter. |                             |                     |           |                                                             |
| mars 2001                                | En cours (au 27 avril 2023) | Olivier Hurabielle, | DVD       | Profession libérale, Président de la Communauté de communes |

## Démographie
L'évolution du nombre d'habitants est connue à travers les recensements de la population effectués dans la commune depuis 1793. Pour les communes de moins de 10 000 habitants, une enquête de recensement portant sur toute la population est réalisée tous les cinq ans, les populations de référence des années intermédiaires étant quant à elles estimées par interpolation ou extrapolation. Pour la commune, le premier recensement exhaustif entrant dans le cadre du nouveau dispositif a été réalisé en 2004.

En 2022, la commune comptait 1 018 habitants, en évolution de −7,2 % par rapport à 2016 (Cher : −2,48 %, France hors Mayotte : +2,11 %).
| 1793 | 1800 | 1806 | 1821 | 1831  | 1836  | 1841  | 1846  | 1851  |
| ---- | ---- | ---- | ---- | ----- | ----- | ----- | ----- | ----- |
| 719  | 801  | 845  | 846  | 1 088 | 1 170 | 1 301 | 1 529 | 1 361 |

| 1856  | 1861  | 1866  | 1872  | 1876  | 1881  | 1886  | 1891  | 1896  |
| ----- | ----- | ----- | ----- | ----- | ----- | ----- | ----- | ----- |
| 1 389 | 1 364 | 1 417 | 1 435 | 1 427 | 1 370 | 1 378 | 1 298 | 1 369 |

| 1901  | 1906  | 1911  | 1921  | 1926  | 1931  | 1936  | 1946  | 1954  |
| ----- | ----- | ----- | ----- | ----- | ----- | ----- | ----- | ----- |
| 1 345 | 1 281 | 1 141 | 1 182 | 1 148 | 1 150 | 1 112 | 1 073 | 1 031 |

| 1962 | 1968 | 1975 | 1982 | 1990 | 1999 | 2004  | 2006  | 2009  |
| ---- | ---- | ---- | ---- | ---- | ---- | ----- | ----- | ----- |
| 866  | 835  | 798  | 871  | 968  | 996  | 1 087 | 1 105 | 1 121 |

| 2014  | 2019  | 2022  | - | - | - | - | - | - |
| ----- | ----- | ----- | - | - | - | - | - | - |
| 1 099 | 1 032 | 1 018 | - | - | - | - | - | - |

## Vie locale

### Enseignement
À Cuffy, les deux bâtiments de l’école sont séparés par une route : d’un côté, l’école élémentaire et, de l’autre, l’école maternelle. L’école comporte 113 élèves partagés dans 5 classes : PS-MS, GS-CP, CP-CE1, CE2-CM1, CM1-CM2.

### Équipements
- Une salle des fêtes est présente.

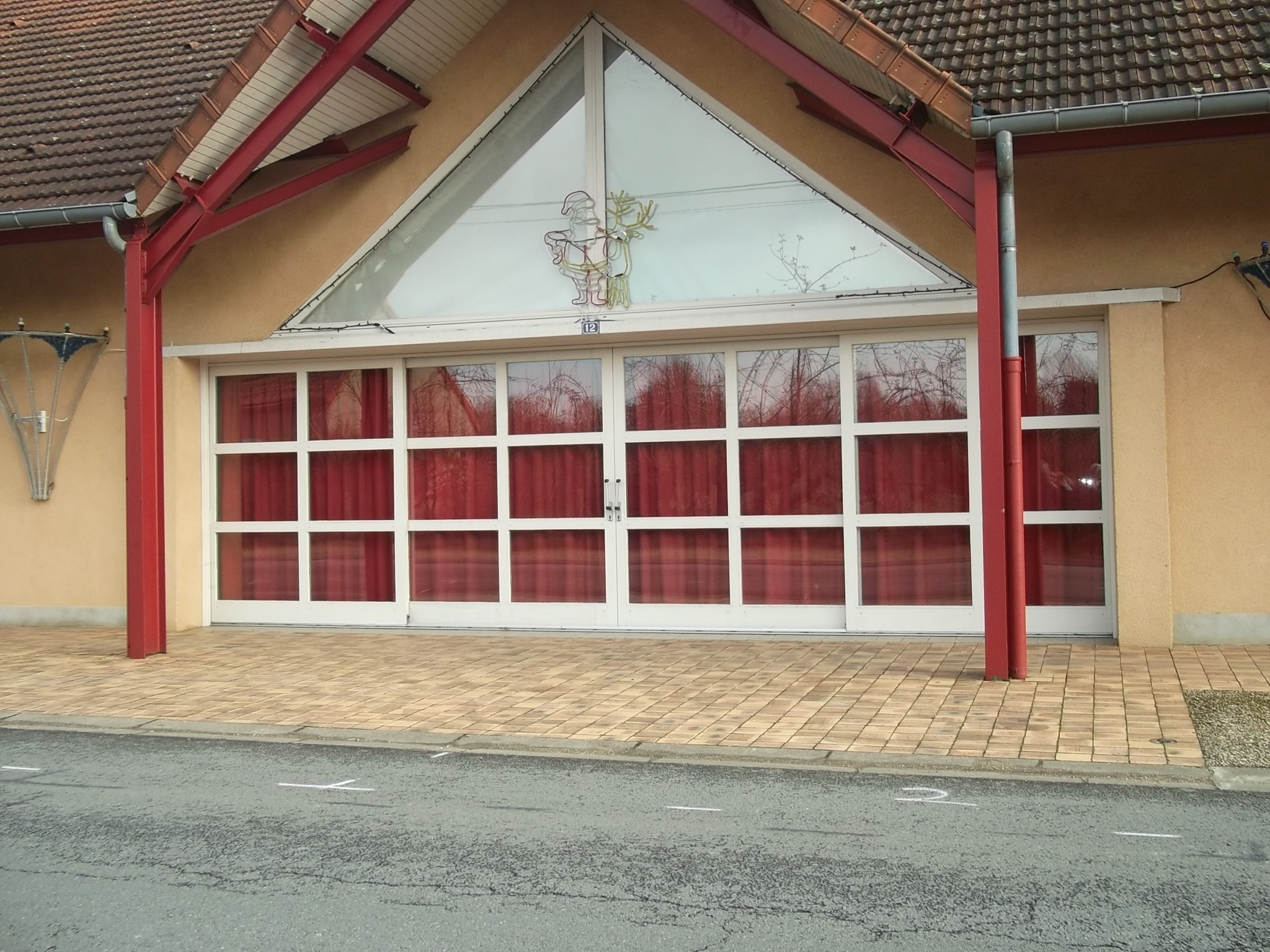
La salle des fêtes.
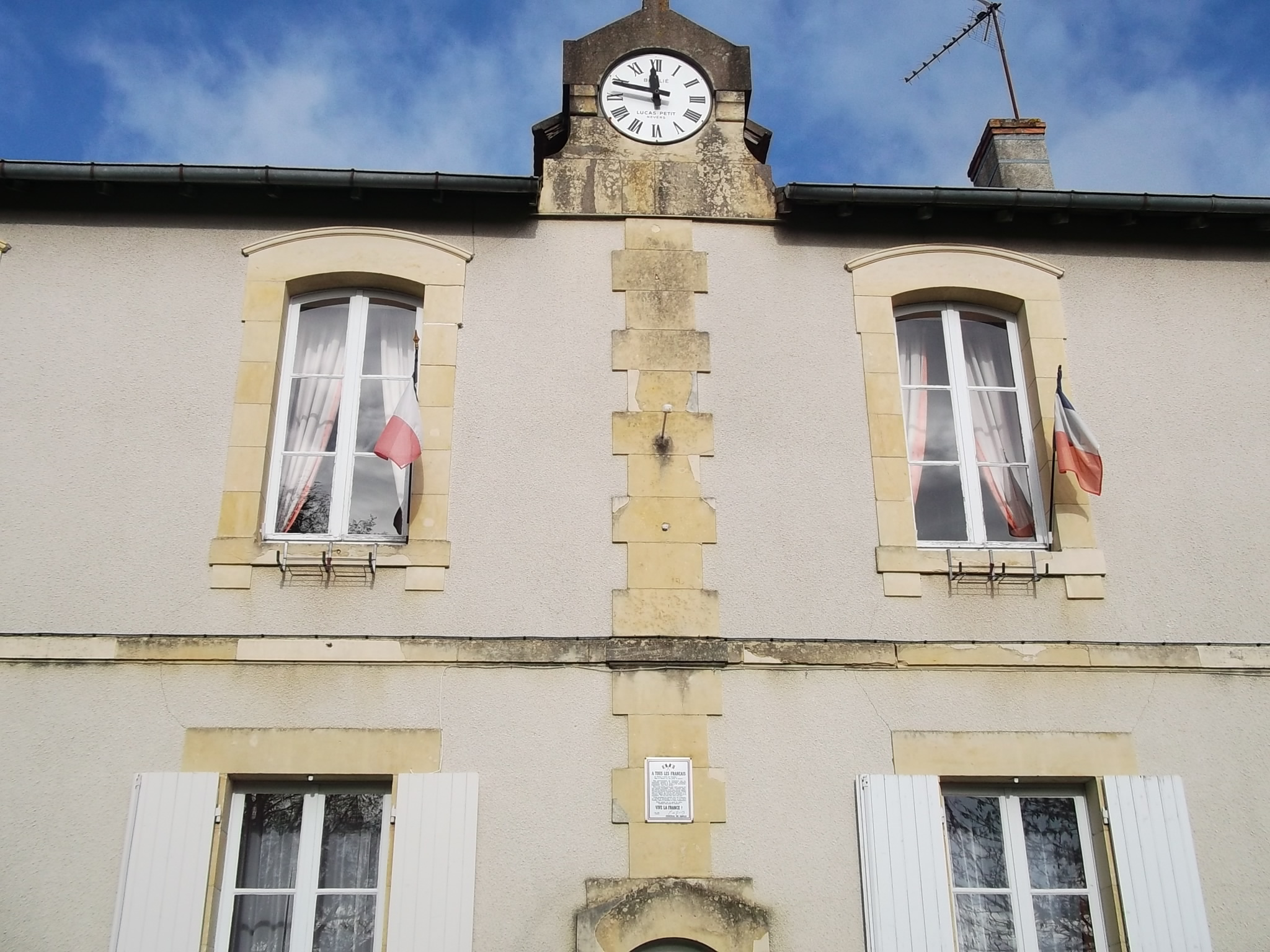
La mairie.
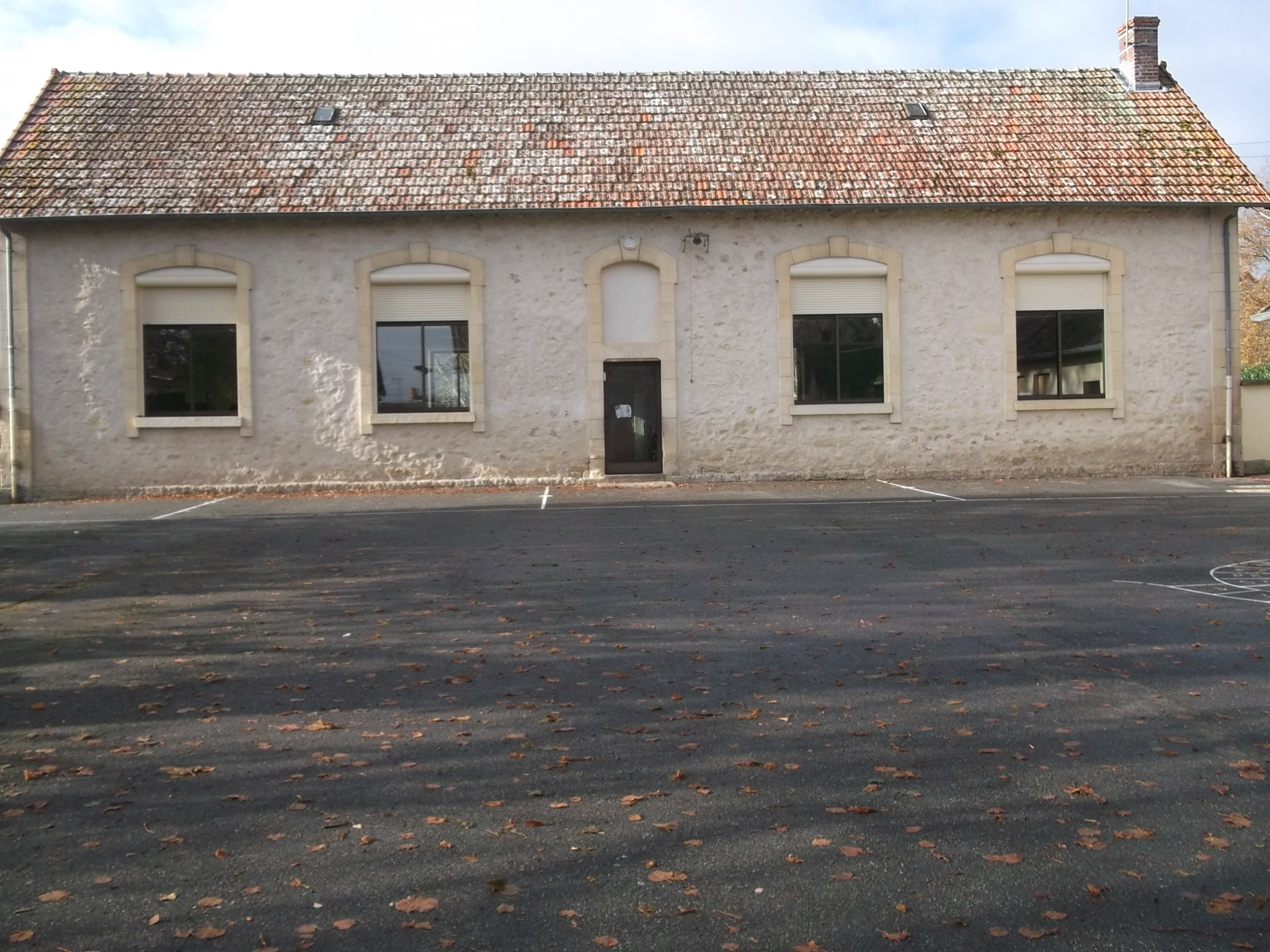
L'école communale.
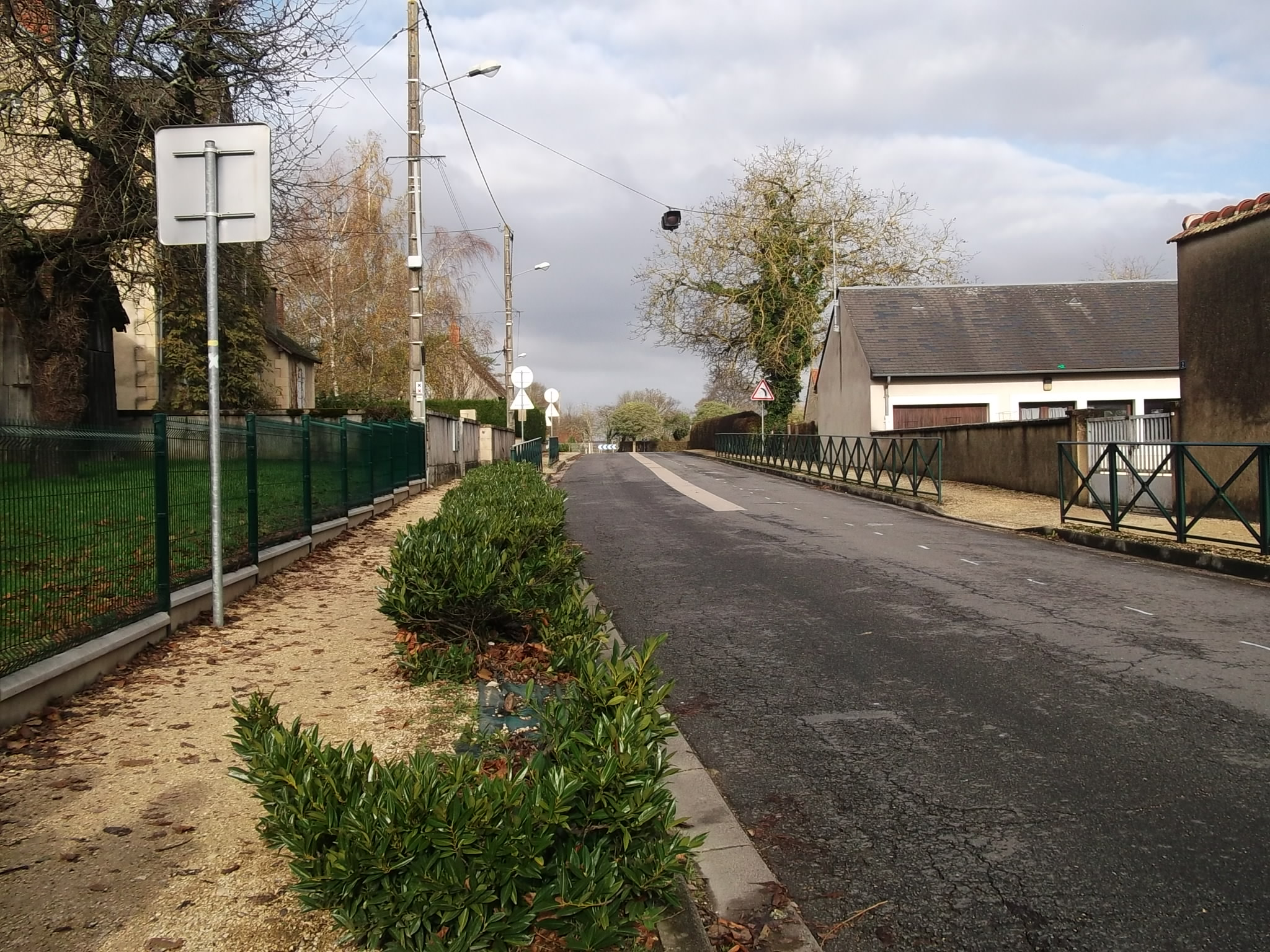
Bâtiments scolaires.

## Culture locale et patrimoine

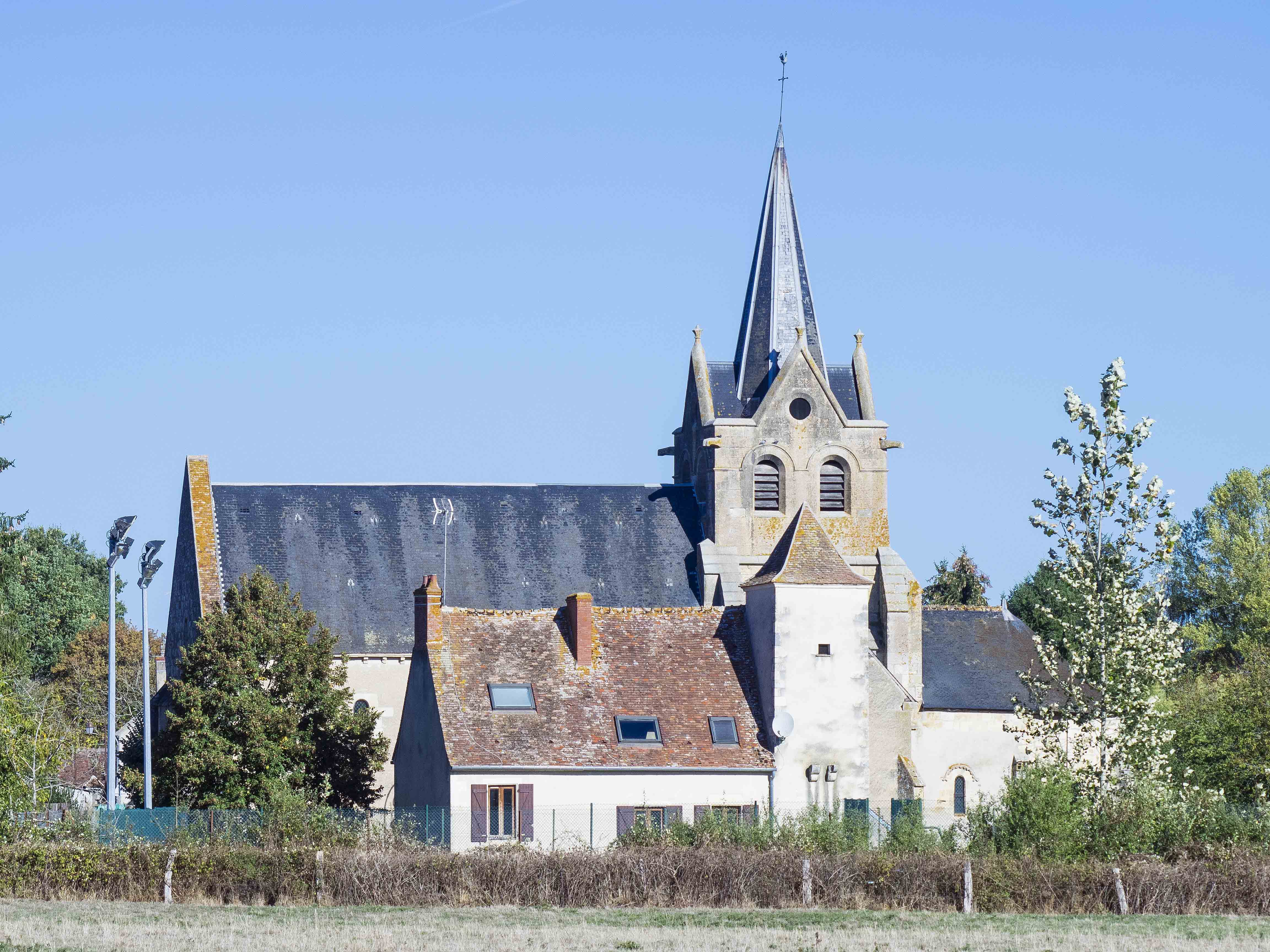
L'église.

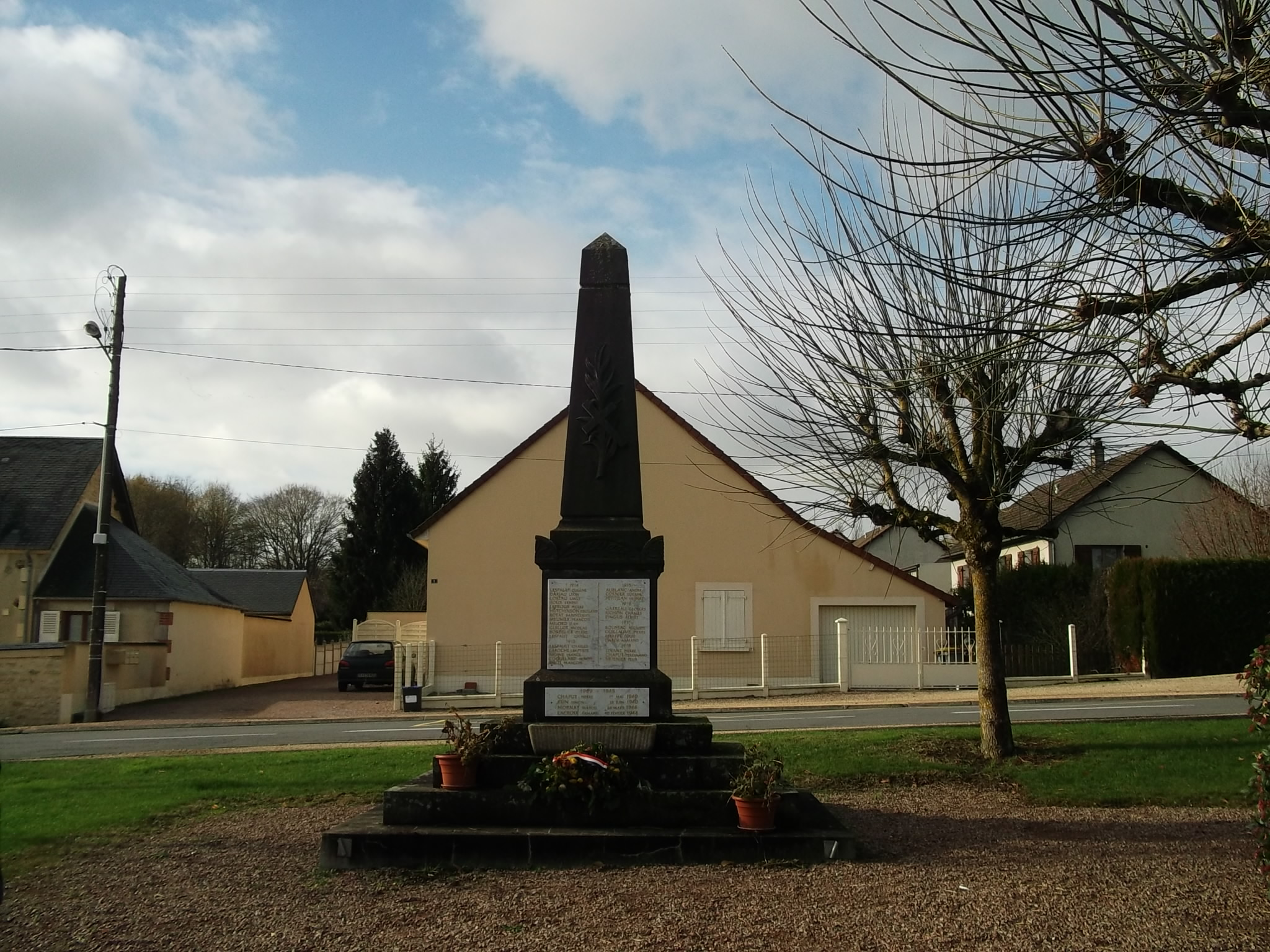
Le monument aux morts.

### Lieux et monuments
- La tour Sully, château du XIIe siècle au XVIe siècle, ruiné au XVIIe siècle. Partiellement reconstruit au XIXe siècle. Inscrit Monument Historique[32];
- église paroissiale Saint-Maurice, classée Monument Historique en 1911[33],[34]

### Personnalités liées à la commune
- Édith Clark (1904-1937), née Édith Georgette Valentine Boiteux, parachutiste française, détentrice de nombreux records, est née dans la commune. Elle y est inhumée.